# Татищев, Борис Алексеевич
Борис Алексеевич Татищев (11 июля 1876—1940) — камергер, статский советник, российский дипломат, начальник политической канцелярии Управления иностранных сношений в Правительстве Юга России.

## Биография

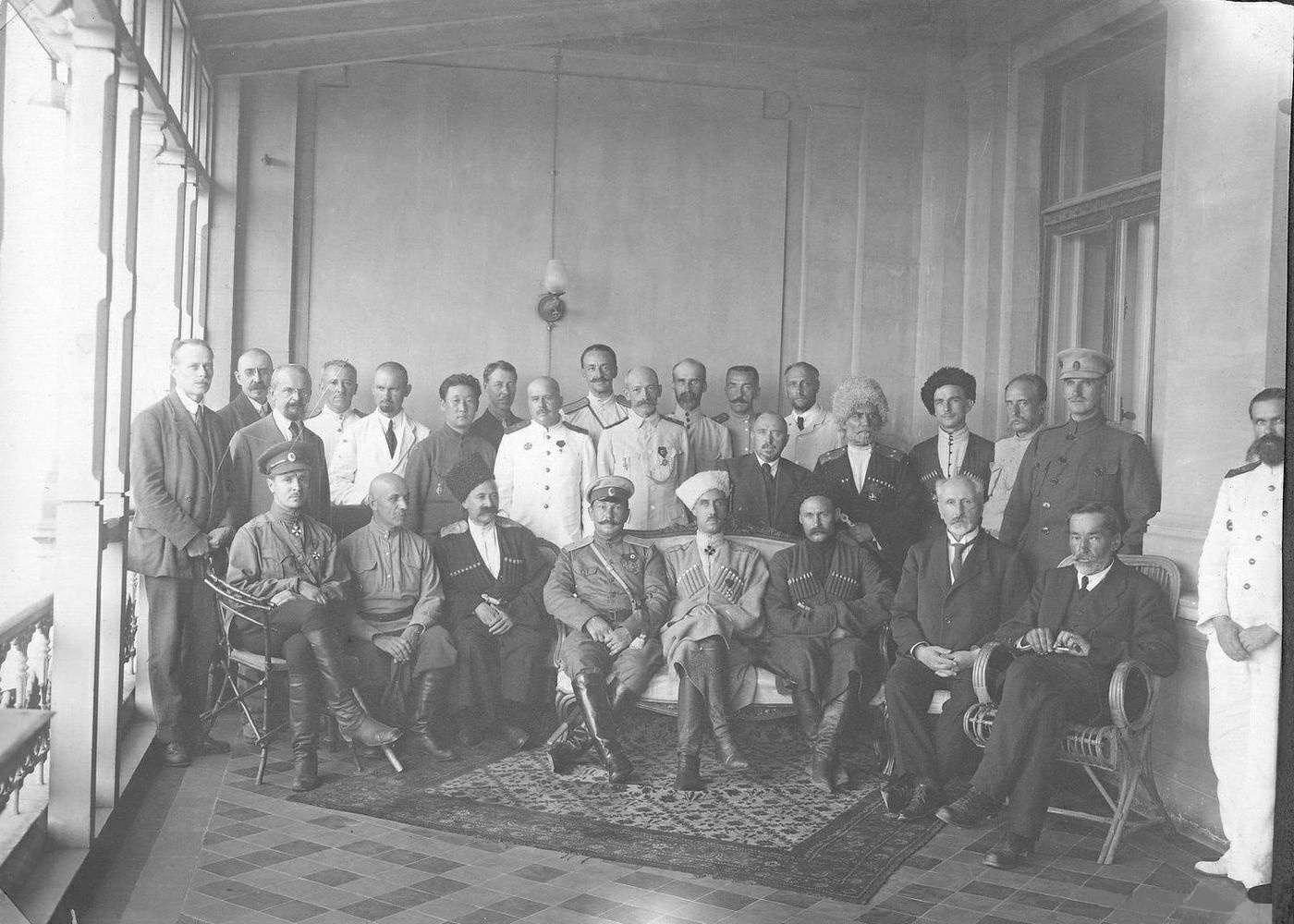
Крым, Севастополь, 1920.
Сидят (слева направо): 1 — начальник штаба генерал-майор П. Н. Шатилов; 2 — Астраханский атаман Н. В. Ляхов; 3 — Терский атаман генерал-лейтенант Г. А. Вдовенко; 4 — Донской атаман генерал-лейтенант А. П. Богаевский; 5 — Главнокомандующий Русской армией генерал П. Н. Врангель; 6 — заместитель Кубанского атамана инженер В. Н. Иванис; 7 — помощник Главнокомандующего, глава Правительства А. В. Кривошеин; 8 — и. об. Председателя Донского правительства М. В. Корженевский.
Стоят (слева направо): 1 — вр. и. д. управляющего делами совета при Главнокомандующем А. Г. Сергеенко-Богокутский; 2 — начальник политической канцелярии Управления иностранных сношений Б. А. Татищев; 3 — вp. и. д. начальника Управления иностранных сношений князь Г. Н. Трубецкой; 4 — ?; 5 — ?; 6 — председатель Астраханского правительства Санджи-Баянов; 7 — ?; 8 — заместитель начальника Морского управления контр-адмирал C. B. Евдокимов; 9 — вp. и. д. начальника Военного управления генерал-майор В. П. Никольский; 10 — и. д. начальника Управления финансов Б. В. Матусевич; 11 — начальник Управления юстиции сенатор Н. Н. Таганцев; 12 — и. д. начальника Гражданского управления С. Д. Тверской; 13 — начальник управления торговли и промышленности B. C. Налбандов; 14 — государственный контролёр Н. В. Савич; 15 — заместитель председателя Кубанского правительства генерал-майор И. А. Захаров; 16 — председатель Терского правительства Букановский; 17 — начальник Управления земледелия и землеустройства сенатор Г. В. Глинка; 18 — начальник Управления снабжений генерал-лейтенант П. Э. Вильчевский; 19 — начальник штаба Черноморского флота контр-адмирал В. В. Николя.

Из дворян Тверской губернии. Сын полтавского губернатора Алексея Никитича Татищева (1846—1896) и княжны Екатерины Борисовны Мещерской (1846—1930).
В 1896 окончил Императорский Александровский лицей с золотой медалью, после начал службу по ведомству Министерства иностранных дел: в 1898 — делопроизводитель VIII класса 1-го департамента МИД, в 1902 — чиновник особых поручений при министре иностранных дел.
В 1903 работал 2-м секретарём посольства в Германии.
В 1907 1-м секретарём миссии в Греции, в 1912 в посольстве Франции. В начале Первой мировой войны вернулся в Россию.
Директор канцелярии Министерства иностранных дел России (1916-1917), директор канцелярии МИД во Временном правительстве (уволен приказом Л. Д. Троцкого от 13.11.1917 за отказ от подчинения СНК).
В 1920 начальник политической канцелярии Управления иностранных сношений в правительстве генерала П. Н. Врангеля.
В эмиграции жил в Париже. Генеральный консул Российского посольства во Франции (1920). Член Объединения бывших воспитанников Императорского Александровского лицея. В 1922—1934 член приходского совета и церковный староста Св. Александро-Невского собора в Париже. В 1920-е член Епархиального совета Западно-Европейской епархии Русской Зарубежной Православной Церкви. В 1930-е удостоен архипастырской благодарности за усердные труды во благо РЗЦЗ.
Скончался в 1949 в Париже, похоронен на кладбище Батиньоль.
Автор воспоминаний: Татищев Б. А. «Крушение». 1916-1917 гг. Воспоминания// Возрождение. 1949. №4. С.116-138.

## Семья
Жена — Варвара Михайловна Бибикова (1878—1958), дочь М. М. Бибикова (1848—1918) — губернатора Воронежской губернии в 1906-09 годах. Дети:
- Алексей (1903—1991) — экономист, переводчик, церковный историк. В 1975 г. — главный переводчик и консультант агентства NASA на переговорах о совместном космическом полёте «Союз-Аполлон».
- Дарья (1905—1983), замужем за графом В. Д. Шереметевым (1906—1986).
- Елена (1907—1986), замужем за графом П. П. Шуваловым (1905—1978).